# 4月19日 (旧暦)
旧暦4月19日は旧暦4月の19日目である。六曜は仏滅である。

## できごと
- 慶長17年（グレゴリオ暦1612年5月19日） - 僧天海が徳川家康と会見[要出典]
- 元禄14年（グレゴリオ暦1701年5月26日） - 赤穂城が幕府に明け渡し[要出典]。赤穂藩主浅野長矩の刃傷による浅野家断絶の為
- 寛政12年（閏4月）（グレゴリオ暦1800年6月11日） - 伊能忠敬が蝦夷地の測量の為に江戸を出発
- 明治元年（閏4月）（グレゴリオ暦1868年6月9日） - 明治政府が阿片の売買・喫煙を禁止
- 明治4年（グレゴリオ暦1871年6月6日） - 封建時代以降武士のみに許されていた乗馬が一般に許可

## 忌日
- 治暦4年（ユリウス暦1068年5月22日） - 後冷泉天皇、70代天皇（* 1025年）
- 慶長11年（グレゴリオ暦1606年5月25日） - 柳生宗厳、剣術家・新陰流（* 1527年）